# 任义生
任义生（1962年—），男，江苏扬州人，中华人民共和国外交官，曾任中华人民共和国驻利比里亚共和国特命全权大使。

## 生平
1986年，进入中华人民共和国外交部工作，先后在驻朝鲜开城联络处、驻新加坡大使馆、外交部干部司任职。曾任常驻联合国代表团参赞和外交部国际司参赞。2014年，任常驻联合国日内瓦办事处和瑞士其他国际组织代表团公使衔参赞。2016年10月，出任中华人民共和国驻清迈总领事。2020年7月，出任中华人民共和国驻利比里亚大使。2023年2月，自驻利比里亚大使离任。

## 家庭
已婚，妻子是外交官贺宇红，育有一子。